# May Sinclair

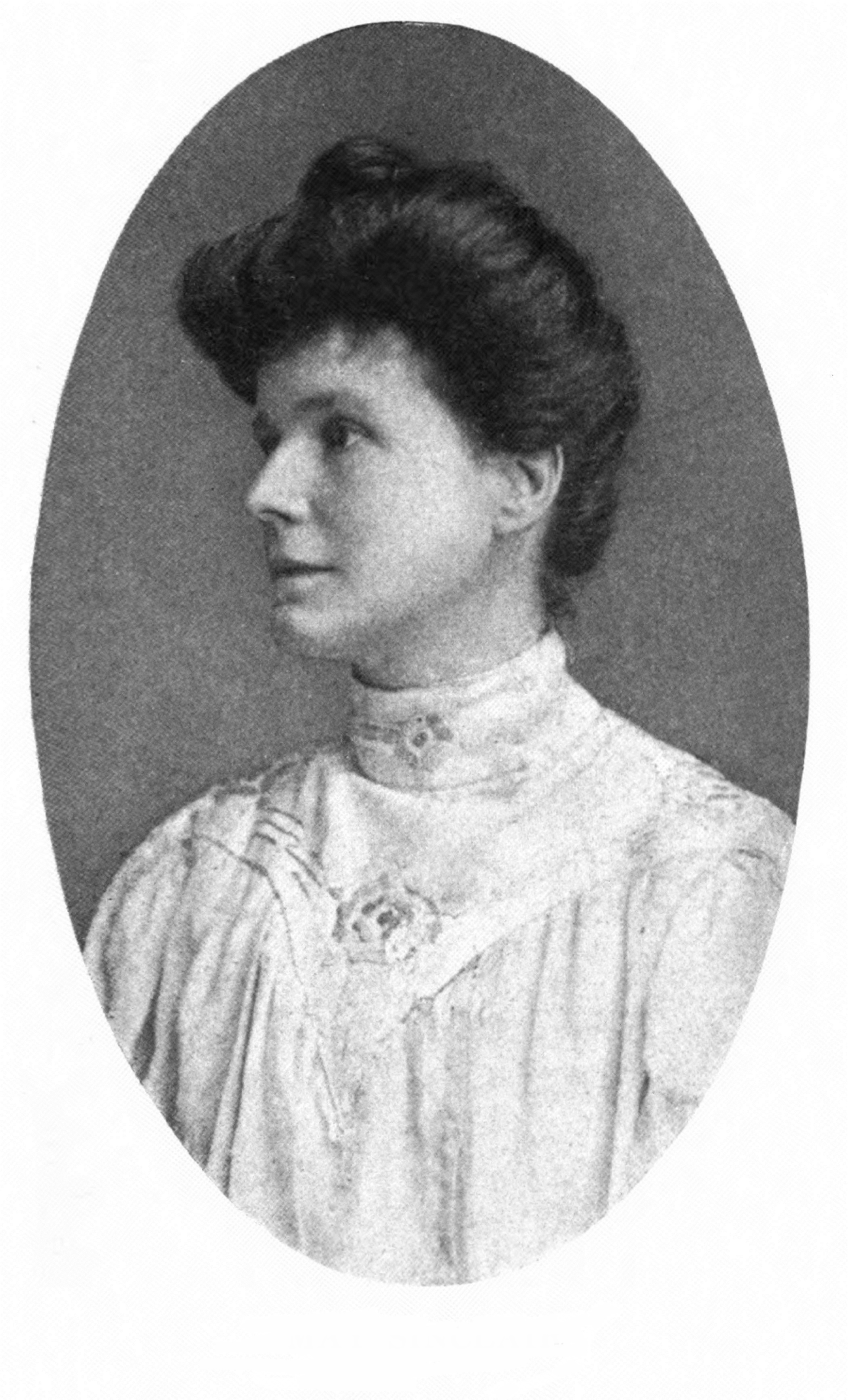
May Sinclair, ca. 1912

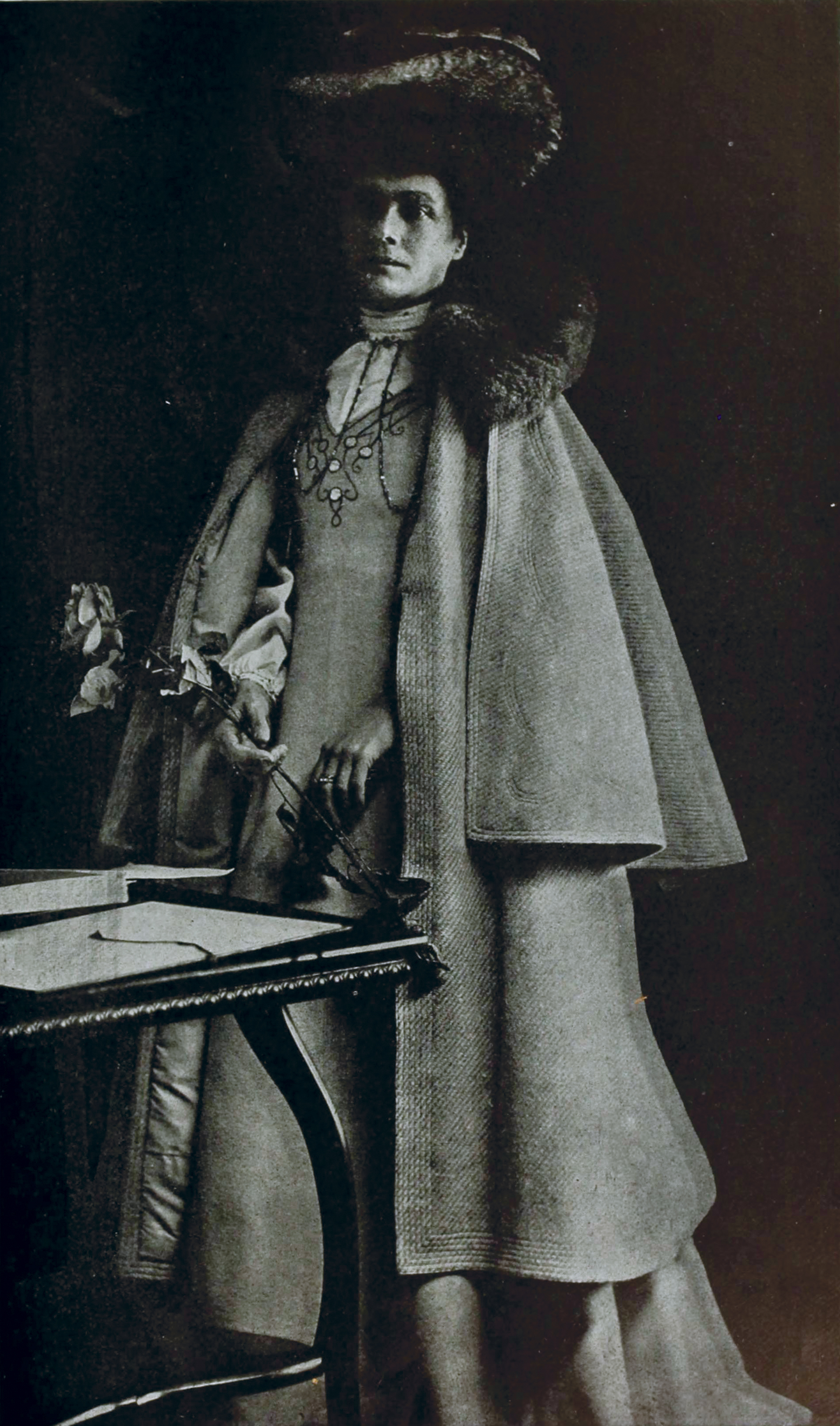
May Sinclair, Fotografie von E. Huggins, 1905

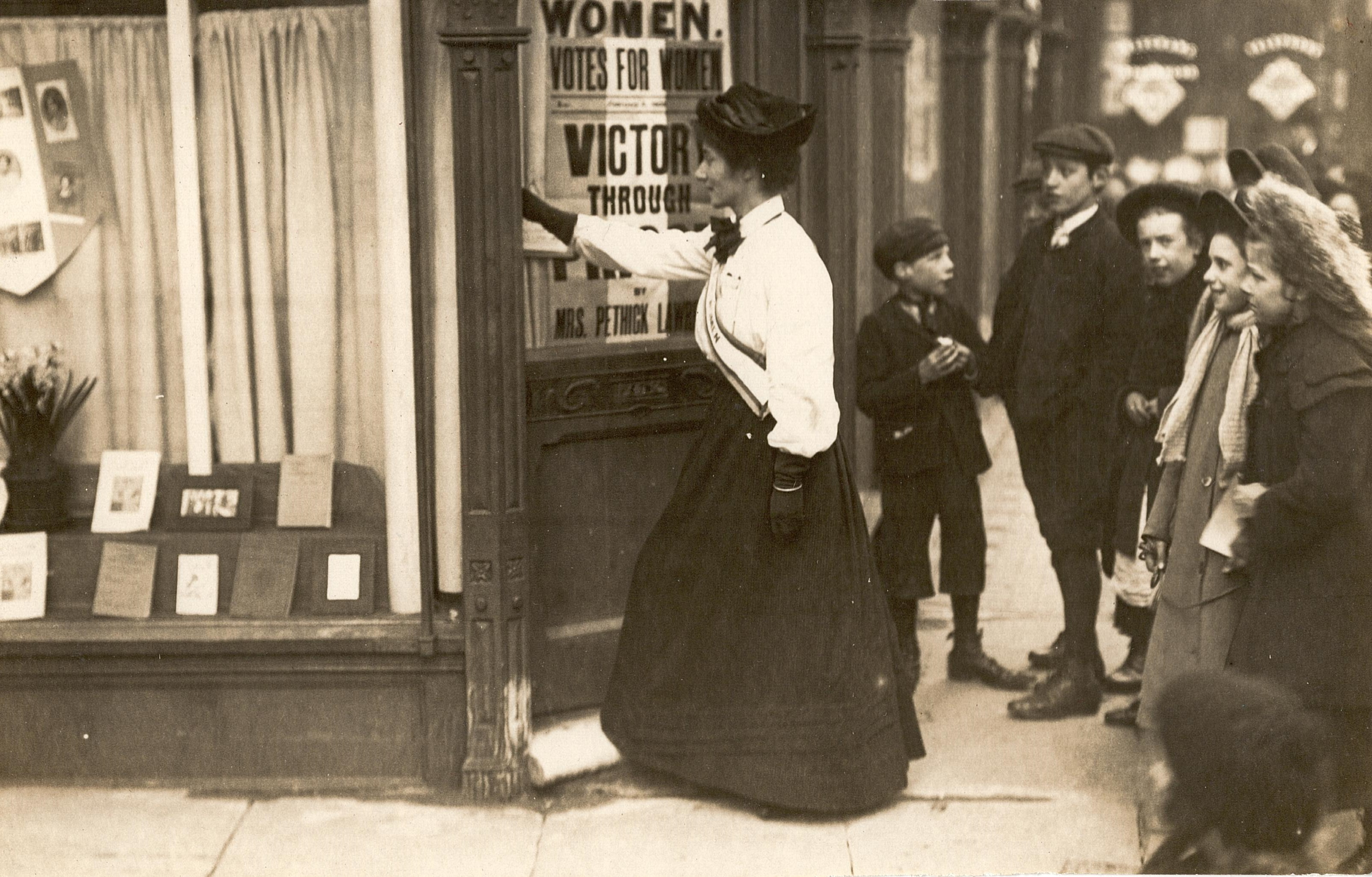
Vor dem Lokal der Kensington Women’s Social & Political Union, 1910

May Sinclair, geboren als Mary Amelia St. Clair (* 24. August 1863 in Rock Ferry, Cheshire; † 14. November 1946 in Buckinghamshire), war eine britische Schriftstellerin, Literaturkritikerin und Suffragette. Sie schrieb etwa zwei Dutzend Romane, Kurzgeschichten und Gedichte. Als aktive Suffragette war sie Mitglied der Women Writers’ Suffrage League. Prominent ist ein Auftritt als „Jane Austen“ für eine Spendenaktion für das Frauenwahlrecht. Sinclair war auch eine bedeutende Kritikerin auf dem Gebiet der modernistischen Poesie und Prosa, und ihr wird zugeschrieben, dass sie den Begriff „Bewusstseinsstrom“ erstmals in einem literarischen Kontext verwendete, als sie im April 1918 die ersten Bände von Dorothy Richardsons zwölfteiliger Romanfolge Pilgrimage in The Egoist rezensierte.

## Leben
Sinclair wurde als jüngstes von sechs Kindern geboren. Ihre Mutter, Amelia Sinclair, war streng und religiös; ihr Vater, William Sinclair, war ein Schiffseigner aus Liverpool, der um 1870 bankrottging, Alkoholiker wurde und starb, als Sinclair noch ein Kind war. Die Familie zog nach Ilford am Rande Londons. Nach einem Jahr Ausbildung am Cheltenham Ladies’ College war Sinclair gezwungen, sich um ihre vier älteren Brüder zu kümmern, die aber alle zwischen 1887 und 1896 an einem angeborenen Herzfehler starben.
Ab 1896 schrieb Sinclair beruflich, um sich und ihre 1901 verstorbene Mutter zu unterstützen. Als aktive Feministin behandelte Sinclair eine Reihe von Themen, die die Stellung der Frau und die Ehe betrafen. Ihre Werke verkauften sich auch in den Vereinigten Staaten gut.
Sylvia Pankhurst erinnerte sich an Sinclairs Aktivitäten für das Frauenwahlrecht. Fotografien zeigen sie vor dem Büro der Women’s Social & Political Union in Kensington. Im Jahr 1912 veröffentlichte die Women Writers’ Suffrage League Sinclairs Ideen zum Feminismus. Darin entkräftet sie die von Almroth Wright aufgestellten Theorien, wonach die Suffragetten von ihrer sexuellen Frustration aufgrund des Männermangels angetrieben würden. Sie vertrat die Ansicht, dass das Wahlrecht und der Klassenkampf vergleichbare Bestrebungen seien und die arbeitende Frau nicht in Konkurrenz zu den Bestrebungen der männlichen Arbeiterklasse stehen dürfe.
Um 1913 gehörte sie zu den Mitbegründern der von Jessie Murray geleiteten Medico-Psychological Clinic in London. Sinclair interessierte sich für psychoanalytisches Denken und nahm in ihre Romane Themen auf, die mit der Lehre Sigmund Freuds zusammenhingen. 1914 meldete sie sich freiwillig zum Munro Ambulance Corps, einer Wohltätigkeitsorganisation, die verwundeten belgischen Soldaten an der Westfront in Flandern half. Nach nur wenigen Wochen an der Front wurde sie wieder nach Hause geschickt; über diese Erfahrung schrieb sie sowohl in Prosa als auch in Gedichten.
Ihr 1913 erschienener Roman The Combined Maze („Das kombinierte Labyrinth“), die Geschichte eines Londoner Büroangestellten und der beiden Frauen, die er liebt, wurde von Kritikern, darunter George Orwell, in den höchsten Tönen gelobt. Agatha Christie hielt ihn für einen der größten englischen Romane seiner Zeit.
Sie schrieb frühe Kritiken über den Imagismus und die Dichterin H. D. (1915 in The Egoist); zu dieser Zeit war sie mit H. D. (Hilda Doolittle), Richard Aldington und Ezra Pound befreundet. Auch die Lyrik von T. S. Eliot (1917 in der Little Review) und die Belletristik von Dorothy Richardson (1918 in The Egoist) wurden von ihr besprochen. Einige Aspekte von Sinclairs späteren Romanen wurden von modernistischen Techniken beeinflusst, insbesondere im autobiografischen Mary Olivier: A Life (1919).
Sinclair schrieb zwei Bände mit Geschichten zu Übernatürlichem, Uncanny Stories (1923) und The Intercessor and Other Stories (1931). Everett Franklin Bleiler nannte Sinclair eine „unterschätzte Schriftstellerin“ und bezeichnete Uncanny Stories als ausgezeichnet. Gary William Crawford stellte fest, dass Sinclairs Beitrag zum Genre des übernatürlichen Romans, „so klein er auch sei, jedoch bemerkenswert sei“. Jacques Barzun nahm Sinclair in eine Liste von wichtigen Schriftstellern des übernatürlichen Genres auf. Brian M. Stableford stellte fest, dass Sinclairs übernatürliche Erzählungen mit „ungewöhnlicher Zartheit und Präzision“ geschrieben seien.
In den späten 1920er Jahren litt sie an den ersten Anzeichen von Parkinson und hörte auf zu schreiben. Im Jahr 1932 ließ sie sich mit einem Lebensgefährten in Buckinghamshire nieder.
Sie ist auf dem Kirchhof von St. John-at-Hampstead in London begraben.
Sinclair schrieb auch Sachbücher, die sich mit Philosophie, insbesondere dem Idealismus, befassten. In ihrem Buch A Defence of Idealism (1917) verteidigte sie eine Form des idealistischen Monismus.
Sinclair interessierte sich für Parapsychologie und Spiritismus und war ab 1914 Mitglied der Society for Psychical Research.

## Werke
- Nakiketas and other poems (1886) as Julian Sinclair
- Essays in Verse (1892)
- Audrey Craven (1897)[12]
- Mr and Mrs Nevill Tyson (1898), auch unter The Tysons
- Two Sides Of A Question (1901)
- The Divine Fire (1904)
- The Helpmate (1907)
- The Judgment of Eve (1907)
- The Immortal Moment (1908)
- Kitty Tailleur (1908)
- Rudolph Sohm: Outlines of Church History (1909) (als Übersetzerin)
- The Creators (1910)
- Miss Tarrant's Temperament (1911), veröffentlicht im Harper’s Magazine
- The Flaw in the Crystal (1912)
- The Three Brontes (1912)
- Feminism (1912), Pamphlet für die Women's Suffrage League
- The Combined Maze (1913)
- The Three Sisters (1914)
- The Return of the Prodigal (1914)
- A Journal of Impressions in Belgium (1915)
- The Belfry (1916)
- Tasker Jevons: The Real Story (1916)
- The Tree of Heaven (1917)
- A Defence of Idealism: Some Questions & Conclusions (1917)[13]
- Mary Olivier: A Life (1919)
- The Romantic (1920)
- Mr. Waddington of Wyck (1921)
- Life and Death of Harriett Frean (1922)
- Anne Severn and the Fieldings (1922)
- The New Idealism (1922)[14]
- Uncanny Stories (1923)
- A Cure of Souls (1924)
- The Dark Night: A Novel in Unrhymed Verse (1924)
- Arnold Waterlow (1924)
- The Rector of Wyck (1925)
- Far End (1926)
- The Allinghams (1927)
- History of Anthony Waring (1927)
- Fame (1929)
- Tales Told by Simpson (1930) stories
- The Intercessor, and Other Stories (1931)[15]
- Villa Désirée (1932)